# Albert Löll
Albert Löll (* 6. Oktober 1854 in Edingen-Neckarhausen; † 19. Dezember 1928 in Herrsching am Ammersee) war ein bayerischer Generalleutnant.

## Leben
Löll war der Sohn eines Ökonomierats. Nach dem Besuch des Gymnasiums studierte er ein Jahr Medizin und trat am 1. Oktober 1873 als Einjährig-Freiwilliger in das 2. Feldartillerie-Regiment „Brodeßer“ der Bayerischen Armee ein. Nachdem er Ende Dezember 1873 in die Kategorie der Dreijährig-Dienenden überführt worden war, wurde Löll mit der Beförderung zum Portepeefähnrich Ende März 1874 in das 2. Fußartillerie-Regiment versetzt und avancierte bis Mitte November 1875 zum Sekondeleutnant. In den kommenden Jahren versah er Dienst im 1. und 2. Feldartillerie- sowie im 2. Fußartillerie-Regiment, kam Ende April 1883 in das 1. Fußartillerie-Regiment und stieg Mitte Januar 1886 zum Premierleutnant auf. Unter Stellung à la suite seines Regiments war Löll von Anfang November 1886 bis Ende Oktober 1890 als Direktionsassistent an die Oberfeuerwerkerschule in München kommandiert. Anschließend trat er als Hauptmann und Kompaniechef in den Truppendienst zurück. Am 8. Februar 1895 wurde Löll unter Stellung à la suite als Lehrer an die Artillerie- und Ingenieur-Schule kommandiert. Nach Beendigung dieser Lehrtätigkeit erfolgte am 12. August 1898 unter Beförderung zum Major die Versetzung als etatmäßiger Stabsoffizier in das 2. Fußartillerie-Regiment. Dort war er von Mitte Dezember 1898 bis Anfang März 1900 als Bataillonskommandeur tätig und wurde anschließend zum 1. Fußartillerie-Regiment versetzt. Löll fungierte zunächst als Führer des Detachements München (4. und 8. Kompanie) und avancierte Mitte November 1901 zum Oberstleutnant. Unter Stellung à la suite seines Regiments folgte am 16. Februar 1902 eine Verwendung als Artillerieoffizier vom Platz in Ingolstadt und am 11. August 1903 wurde Löll als Kommandeur des 2. Fußartillerie-Regiments nach Metz versetzt sowie Ende Mai des Folgejahres zum Oberst befördert. Ab dem 15. August 1906 war er Kommandeur der Fußartillerie-Brigade in München und stieg am 27. Oktober 1906 zum Generalmajor auf. In dieser Stellung erhielt Löll im September 1908 den preußischen Roten Adlerorden II. Klasse und im Oktober 1909 den Kronen-Orden II. Klasse mit Stern. Unter Verleihung des Sterns zum Militärverdienstordens II. Klasse wurde er in Genehmigung seines Abschiedgesuches am 3. März 1910 mit der gesetzlichen Pension zur Disposition gestellt.
Mit Ausbruch des Ersten Weltkriegs war Löll gemäß seiner Mobilmachungsbestimmung als z.D.-Offizier zunächst vom 2. August 1914 bis zum 25. Januar 1915 Kommandeur der immobilen Fußartillerie-Brigade in München. Anschließend folgte eine Verwendung als Kommandeur des Nordwest-Abschnittes der Festung Straßburg, bevor er am 8. Oktober 1915 von dieser Stellung enthoben wurde und eine Woche später den Charakter als Generalleutnant erhielt. Am 2. Juli 1916 erfolgte seine Ernennung zum General der Fußartillerie Nr. 5. Er nahm an den Stellungskämpfen im Artois teil und erhielt am 11. August 1916 das Patent zu seinem Dienstgrad. Ausgezeichnet mit beiden Klassen des Eisernen Kreuzes wurde Löll am 14. November 1916 von seiner Kriegsverwendung enthoben.